# Radio Nasionaly Malagasy
Radio Nasionaly Malagasy (RNM), anciennement radio Tananarive, est la première radio de la colonie française d’Afrique créé en 1931 et inaugurée par le général Leon Henri charles Cayla, ancien gouverneur général de Madagascar et de l'Afrique occidentale française. Elle est une station publique de radio à diffusion nationale à Madagascar et diffuse des informations venant de toutes les régions de l'ile.

## Histoire
Elle est la première radio de la colonie française d'Afrique . Créé le 29 avril 1931 à 21h40 sous la dénomination "radio Tananarive" et est inaugurée par le Général Leon Henri Charles Cayla, ancien gouverneur général de Madagascar et de l'Afrique occidentale française .
À l'époque, on peut la capter dans les rayons de 5 km de la maison radio à Antaninarenina (bâtiment Office Nationale de l'environnement). Et elle se diffuse 12 heures par semaine à raison de 2 heures par jour du mardi à vendredi. Les émissions étaient en français jusqu'en 1945, elle diffusait ses programmes sur les ondes courtes.
À partir de 1950, elle se divisait en deux; une chaine malgache et une chaine française.
En 1956, la radio  dépendait de la SOFRAFROM (Société de Radiodiffusion de la France d’Outre-mer), elle est un outil d'émancipation du pays. La Radio Nasionaly Malagasy a eu le monopole de la radiodiffusion  de 1992, l'année qui marque l'autorisation des radios privées à conditions d'émettre avec une couverture locale et non nationale.Ainsi, des chaînes des nombreuses chaînes ont vu le jour comme les radios politiques, les radios religieuses.
En 1960, la radio Tananarive devient radio nationale malgache, et elle émet dans toute l'île. L'année 2000 est surtout marquée par l'arrivée de fluxx du web radio et la vulgarisation de la radio FM.
En 1962, la "Radiodiffusion National" s'installe à Antaninarenina, son actuel siège.

## Ses émissions
Les émissions de la RNM influencent le quotidien de ses auditeurs. Certains disent même que les émissions sont des montres :
- 6h00 : la station ouvre avec une longue musique stridente[4]

- Diary : 6h20, le générique du Diary est reconnu avec l'air de[Qui ?] Tony Hiller Orchestra : "where the rainbow Ends" . Depuis le 4 mai 1992, la voix de Suzelle Ravololomihanta anime l'instant culturel de la RNM, en rappelant les anniversaires et historiques du jour[5].
- Ampitapitao , diffusée pour la première fois en 1992, est un tour d'actualité de chaque district tous les jours à 10h. Les représentants de la radio dans les autres régions ont quelques minutes pour remonter les actualités dans leurs localités[5].
- Sary indray mipika : 12h25, est une émission humoristique présentée par Dadavy, qui précède le journal à 12h30.
- 13h 15, tantara mitohy : est un théâtre radiophonique qui présente une histoire par semaine repartie en 10 à 15 minutes par épisode[4].
- Tetsy sy teroa : est un petit théâtre humoristique radiophonique, qui rythme le départ des écoliers et travailleurs tous les 13h30[5]. Il est présenté par Max Gerco et Bakonirina Ratovoarisoa .L'emission  a pris fin en fevrier 2022 à cause du départ à la retraite de la fondatrice Bakonirina Ratovoarisoa[6].